# Lower Manhattan Development Corporation
Lower Manhattan Development Corporation o en español, Corporación de Desarrollo de Bajo Manhattan es una Organización la cual fue creada en noviembre del año 2001 después de los Atentados del 11 de septiembre de 2001 para distribuir dinero para la reconstrución del World Trade Center.

## Historia
La "LMDC" fue creada en noviembre de 2001 por el entonces; Gobernador, George Pataki y el entonces alcalde Rudy Giuliani. 
El 19 de agosto de 2002, la "LMDC" lanzó un concurso de Diseño para el nuevo World Trade Center para elegir el nuevo arquitecto y diseňo del nuevo WTC. El diseño ganador fue Reflecting Absense del arquitecto Daniel Libeskind.

## Proyectos del LMDC
- One World Trade Center
- Two World Trade Center
- Three World Trade Center
- Four World Trade Center
- Five World Trade Center
- Performing Arts Center
- Reformación al puente del Río Este
- Iglesia Ortodoxa Griega de San Nicolás
- National September 11 Memorial & Museum
- Pier 42